# Шпигель, Альфред Карлович
Альфре́д Ка́рлович Шпи́гель — украинский архитектор времён Российской Империи.

## Биография
Полной биографии архитектора не существует. О его жизненном и творческом пути можно судить только из разрозненных источников.
А. К. Шпигель родился около 1850 года в семье почётного гражданина Харькова Карла Ивановича Шпигеля. С 1873 года учился в Петербургской Академии Художеств. Научный курс закончил в 1878 году. В 1879—1880 годах получил в Академии три серебряных медали и звание классного художника 2-й степени за выполнение программы "Городская дума".
После учёбы возвращается в Харьков. Альфред Карлович поселяется на Мало-Немецкой улице (теперь ул. Донец-Захаржевского), а затем перебирается в собственный дом на участке, приобретённом его отцом на границе Харькова и Новосёловки. При нём происходит перепланировка участка — появляются Шпигалевское шоссе, Шпигалевская улица и переулок. Названия оставались на картах Харькова до 1930-х, несмотря на то, что около 1902 года Шпигели уехали из Харькова, распродав своё имущество.
В 1888—1903 годах А. К. Шпигель был штатным архитектором Харьковского университета. Кроме того, на безвозмездной основе, в 1885—1897 годах исполнял обязанности архитектора Института благородных девиц.
В 1894—1902 годах был городским архитектором.
Умер позже 1918 года.

## Работы
- 1894 — проект здания Амбулатории Александровской больницы (сейчас 1-я клиническая больница, Харьков, ул. Карла Маркса);
- 1895 — проект терапевтического, хирургического, гинекологического, административно-хозяйственного, а также корпусов детских и глазных болезней комплекса Университетских клиник (сейчас Харьковская областная клиническая больница, Харьков, пр. Правды);
- 1895—1900 — строительство Николаевской больницы (сейчас 17-я клиническая больница, Харьков, Московский проспект). В соавторстве с архитекторами Г. М. Шторхом и Б. Н. Корнеенко;
- 1895—1900 — строительство торгового здания Николаевского ряда на месте сгоревшего в 1890 году здания Старо-Сергиевского ряда на Сергиевской площади в Харькове (не сохранилось — разрушено во время войны);
- 1909—1910 — строительство здания Северного (с 1910 года — Русско-Азиатского) банка на Николаевской площади в Харькове. Совместно с О. Р. Мунцем. Строительство велось под наблюдением харьковского архитектора М. Ф. Пискунова;
- 1911 — проект Северного банка в Екатеринбурге совместно с О. Р. Мунцем.

## Награды
- 1893 — орден Анны 3-й степени.
- 1896 — орден Станислава 2-й степени.